# Трес-Понтас
Трес-Понтас (порт. Três Pontas) — город и муниципалитет в Бразилии, входит в штат Минас-Жерайс. Составная часть мезорегиона Юг и юго-запад штата Минас-Жерайс. Входит в экономико-статистический микрорегион Варжинья. Население составляет 54 861 человек на 2006 год. Занимает площадь 689,421 км². Плотность населения — 79,6 чел./км².
Праздник города — 3 июля.

## История
Город основан 15 октября 1768 года.

## Статистика
- Валовой внутренний продукт на 2003 год составляет 265 079 093,00 реалов (данные: Бразильский институт географии и статистики).
- Валовой внутренний продукт на душу населения на 2003 год составляет 4991,89 реалов (данные: Бразильский институт географии и статистики).
- Индекс развития человеческого потенциала на 2000 год составляет 0,773 (данные: Программа развития ООН).

## География
Климат местности: горный тропический.

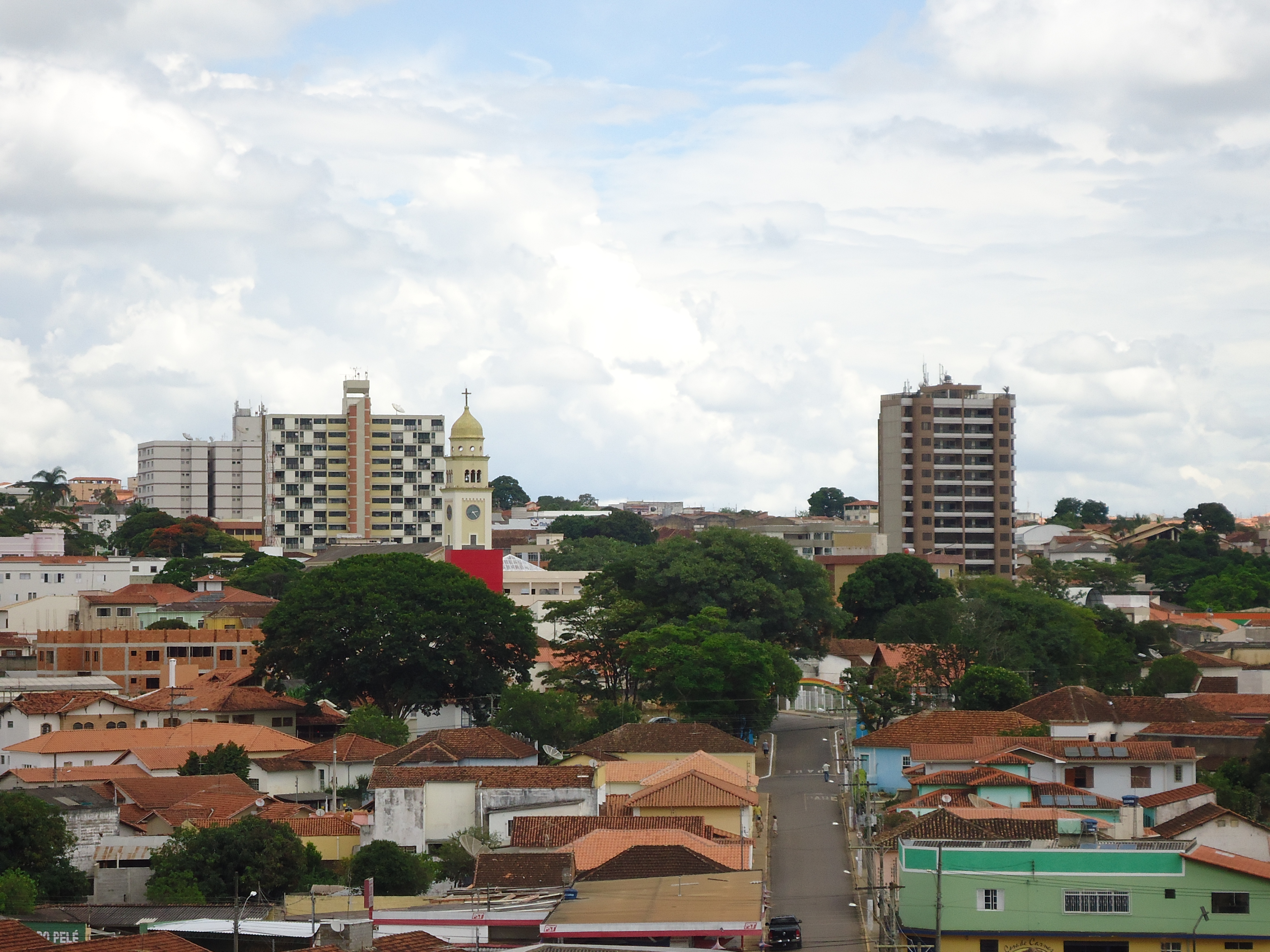
Трес-Понтас